# Богдан А09280
Богдан А09280 — 8,4-метровий низькопідлоговий автобус середнього класу українського виробництва, що випускається корпорацією «Богдан».

## Історія моделі

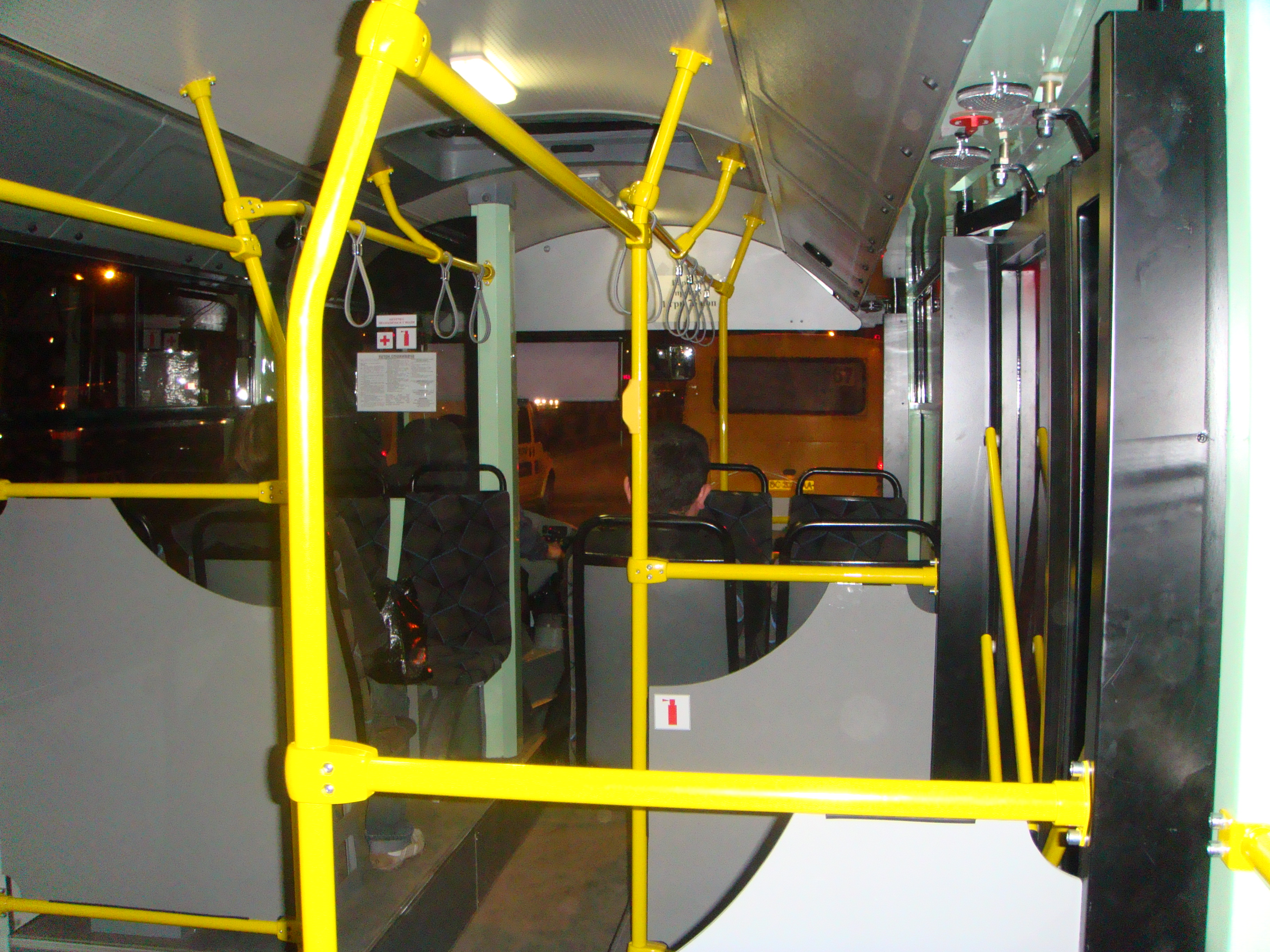
Салон Богдан А09280

Низькопідлоговий автобус малого класу Богдан-А09280 був розроблений в 2009 році фахівцями холдингу «Богдан». Перший дослідний автобус цієї моделі побачив світ у серпні 2009 року, а навесні 2010 року почалося серійне виробництво. У перший рік випуску обсяги продажів виявилися більш ніж скромними: було реалізовано лише п'ять автобусів Львівському АТП-14630. Причина цього - фінансова криза, через яку транспортні підприємства зволіли купувати найдешевшу модифікацію автобусів Богдан малого класу, Богдан-А09202.
Тим не менш, нова модель суттєво відрізнялась від старих Богдан А092, і мала перспективи на автобусному ринку. Холдинг "Богдан" протягом 2010 року провів ряд презентацій дослідного зразка автобуса у Польщі: країни Центральної Європи розглядаються як потенційний ринок для нових низькопідлогових автобусів Богдан. Для вітчизняних перевізників в 2010 році холдинг розробив дешевший варіант автобуса з двигуном, що відповідає стандартам Євро-2 - Богдан-А09282.
Всього виготовлено 7 автобусів Богдан А09280.

## Технічний опис
Незважаючи на загальний індекс моделі, Богдан А09280 істотно відрізняється від популярного автобуса малого класу Богдан А092. Силовий агрегат і коробка передач ідентичні модифікації Богдан А09204, проте компонування основних вузлів абсолютно інше. Двигун Isuzu 4HK1-XS розташований в задньому звисі, автобус має привід на задні колеса.
Кузов автобуса - тримальний, вагонної компоновки. У порівнянні з моделлю А092, кузов автобуса Богдан А09280 є довшим на 1 метр. Це дозволило збільшити загальну кількість місць до 66. Завдяки задньомоторному компонуванню передня частина салону - низькопідлогова. У салон ведуть двоє дверей: одинарна, розташована в передньому звисі автобуса, і подвійні, ширші двері в базі. Останні дозволяють прискорити висадку і посадку пасажирів на зупинках. Навпроти середніх дверей - місткий накопичувальний майданчик.
Ще однією відмінністю А09280 від А092 стало застосування пневмопідвіски на задній осі. Передня підвіска - ресорна, з додатковими пневмоелементами. Гальмівна система - гідравлічна.

## Конкуренти
- ЗАЗ А10С І-Ван
- ХАЗ А103 Руслан
- Ataman А092H6